# Myrtle Augee
Myrtle Sharon Mary Augee (Londres, 4 de febrero de 1965) es una deportista británica que compitió en atletismo, halterofilia y levantamiento de potencia.
Ganó una medalla de bronce en el Campeonato Mundial de Halterofilia de 1994 y tres medallas en el Campeonato Europeo de Halterofilia entre los años 1993 y 1995. En levantamiento de potencia obtuvo medallas en el Campeonato Mundial y en el Campeonato Europeo de ese deporte.
En atletismo participó en dos Juegos Olímpicos de Verano, Seúl 1988 y Barcelona 1992, en la prueba de lanzamiento de peso, aunque sin poder alcanzar la final en ambas ocasiones.
En 2009 fue nombrada miembro de la Orden del Imperio Británico (MBE) por su trabajo en la Prisión Pentonville de Londres.

## Palmarés internacional
| Campeonato Mundial | Campeonato Mundial  | Campeonato Mundial | Campeonato Mundial |
| Año                | Lugar               | Medalla            | Categoría          |
| ------------------ | ------------------- | ------------------ | ------------------ |
| 1994               | Estambul (Turquía)  | Medalla de bronce  | +83 kg             |
| Campeonato Europeo |                     |                    |                    |
| Año                | Lugar               | Medalla            | Categoría          |
| 1993               | Valencia (España)   | Medalla de oro     | +83 kg             |
| 1994               | Roma (Italia)       | Medalla de plata   | +83 kg             |
| 1995               | Beer Sheva (Israel) | Medalla de oro     | +83 kg             |